# Großer Batschka-Kanal
Der Große Batschka-Kanal (auch: Bácser Kanal oder Franzenskanal, ungarisch Ferenc-csatorna, serbisch:Велики бачки канал/Veliki bački kanal) ist ein Schifffahrtskanal im nordserbischen Batschka-Tiefland (heute Provinz Vojvodina, Serbien), der die serbische Donau mit der Theiß verbindet. Er stellt den nordwestlichen Teil des Donau-Theiß-Donau-Kanalsystems dar.

## Verlauf
Der Kanal zweigt bei Bezdan (visavis der kroatischen Grenzstadt Batina) rechtwinklig nach links von der Donau ab und verläuft nach Ostsüdosten. Bedeutendste Stadt am Batschka-Kanal Kanal ist Sombor (ungar. Zombor), weitere Orte sind Bački Monoštor (Monosztorszeg), Sivac (Szivác), Crvenka (Cservenka), Kula (Kúla), Vrbas (Verbász), Srbobran (Szenttamás), Turija (Turia). Ursprünglich mündete er bei Bačko Gradište (Bácsföldvár / Tiszaföldvár) in einem später verlandeten Altarm der Theiß, sodass ab 1899 ein Theiß aufwärts verlaufender Stichkanal nach Bečej (Ó-Becse) errichtet wurde, wo der Bácser Kanal heute von rechts in die Theiß mündet, etwa 70 km vor deren Mündung in die Donau nahe Stari Slankamen.
Der Kanal ist 118 km (nach früheren Angaben 108 bzw. später 126 km) lang, 17 m breit (am Beginn etwa 25 m) und hat eine durchschnittliche Tiefe von 3 m. Das Gefälle von nur etwa 10 Metern wird über 5 Schleusen überwunden. Aufgrund der geringen Strömung mussten alle Schiffe und Boote auf- und abwärts angetrieben werden.
Über etwaige moderne Schifffahrt ist nichts bekannt.

## Wasserqualität
Die Wasserqualität im Kanal ist aufgrund zahlreicher Industrieabwässer aus Vrbas, Kula und Crvenka schwer belastet, sodass Baden nicht erlaubt ist. Der Kanal wird als eines der meistkontaminierten Fließgewässer Europas betrachtet und stellt ein Gesundheitsrisiko für die Anrainer dar. Man schätzt, dass im Kanal etwa 400.000 m³ Schlamm lagert, der mit Schwermetallen, Erdölderivaten sowie pathogenen Bakterien belastet ist. Der Kanal stellt daher auch für die Flüsse Donau und Theiß ein Umweltproblem, da das Kanalwasser in diese beiden Flüsse gelangt.
Der serbische Umweltminister Sascha Dragin unterschrieb 2008 ein Memorandum of Understanding mit dem UNDP über eine Nachhaltige Lösung des Problems der Belastung und Verschmutzung des Großen Batschka-Kanals. Dieses Projekt besteht aus drei Teilen, das die Errichtung von Abwasserhauptsammlern für die Gemeinden Vrbas und Kula, eine Kläranlage in Vrbas sowie die Dekontamination des Kanals vorsieht.

## Geschichte
Der Franzenskanal wurde von Juni 1793 bis 1801 durch 3000 Arbeiter händisch angelegt und erhielt als seinerzeit größter schiffbarer Kanal des Königreichs Ungarn seinen Namen nach dem ungarischen König Franz I. Er wurde im Mai 1802 eröffnet.
Damals befand er sich zur Gänze im Komitat Bács-Bodrog, was auch seinen späteren Namen erklärt. Der Kanal gehörte bis 1918 per Konzession einer Aktiengesellschaft (Franzenskanal-Dampfschifffahrtsgesellschaft), die das Recht auf den Transport von Rumänien nach Wien erhielt.
In der Zeit nach 1918 wurde der Kanal nach dem serbischen König Peter I. (Канал краља Петра) benannt.
Aufgrund des verantwortlichen Ingenieurs József Kiss (1748–1813) wurde der Kanal auch als “Kišov kanal” bezeichnet.

## Bilder

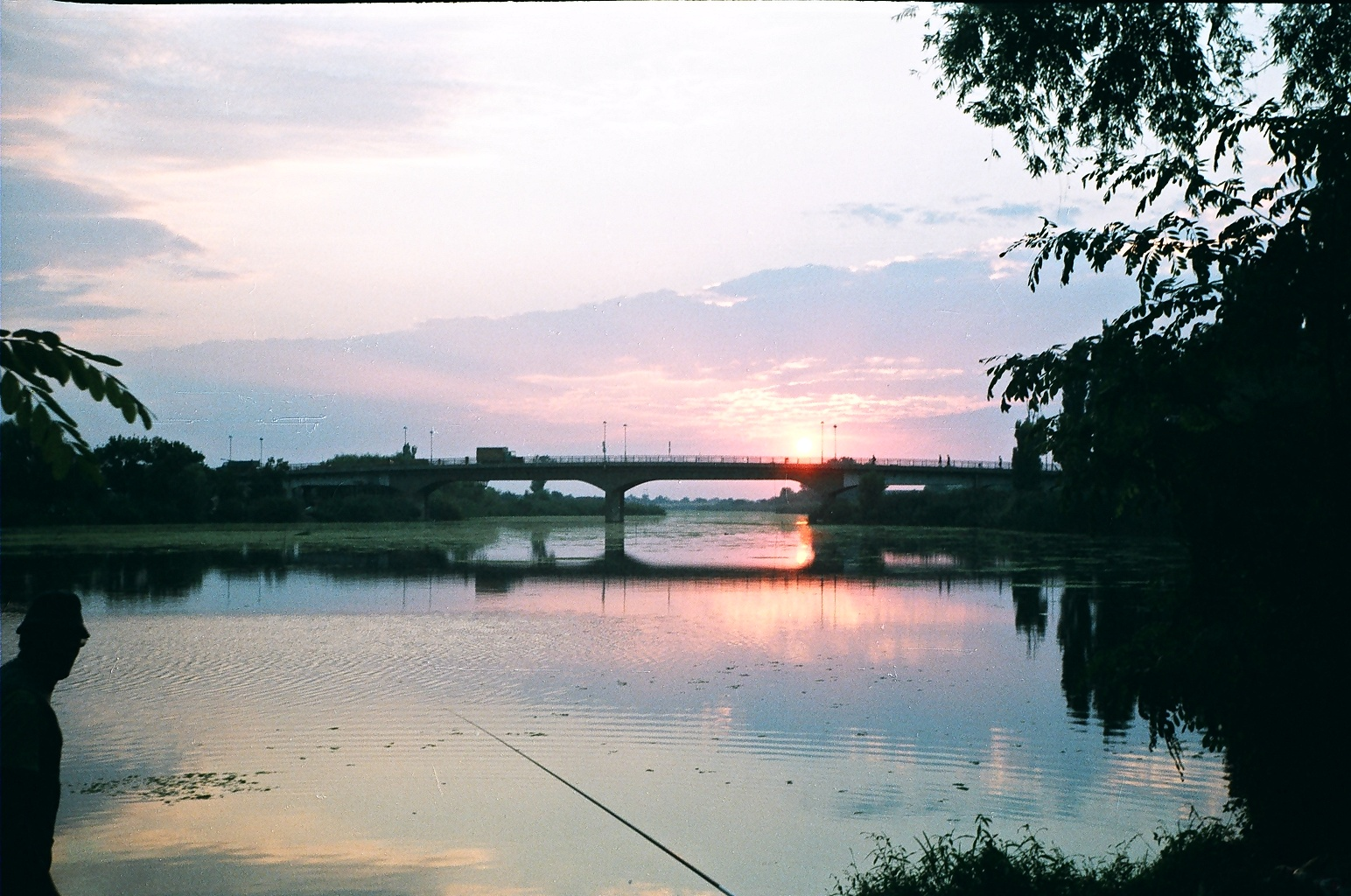
Kanalbrücke in Srbobran
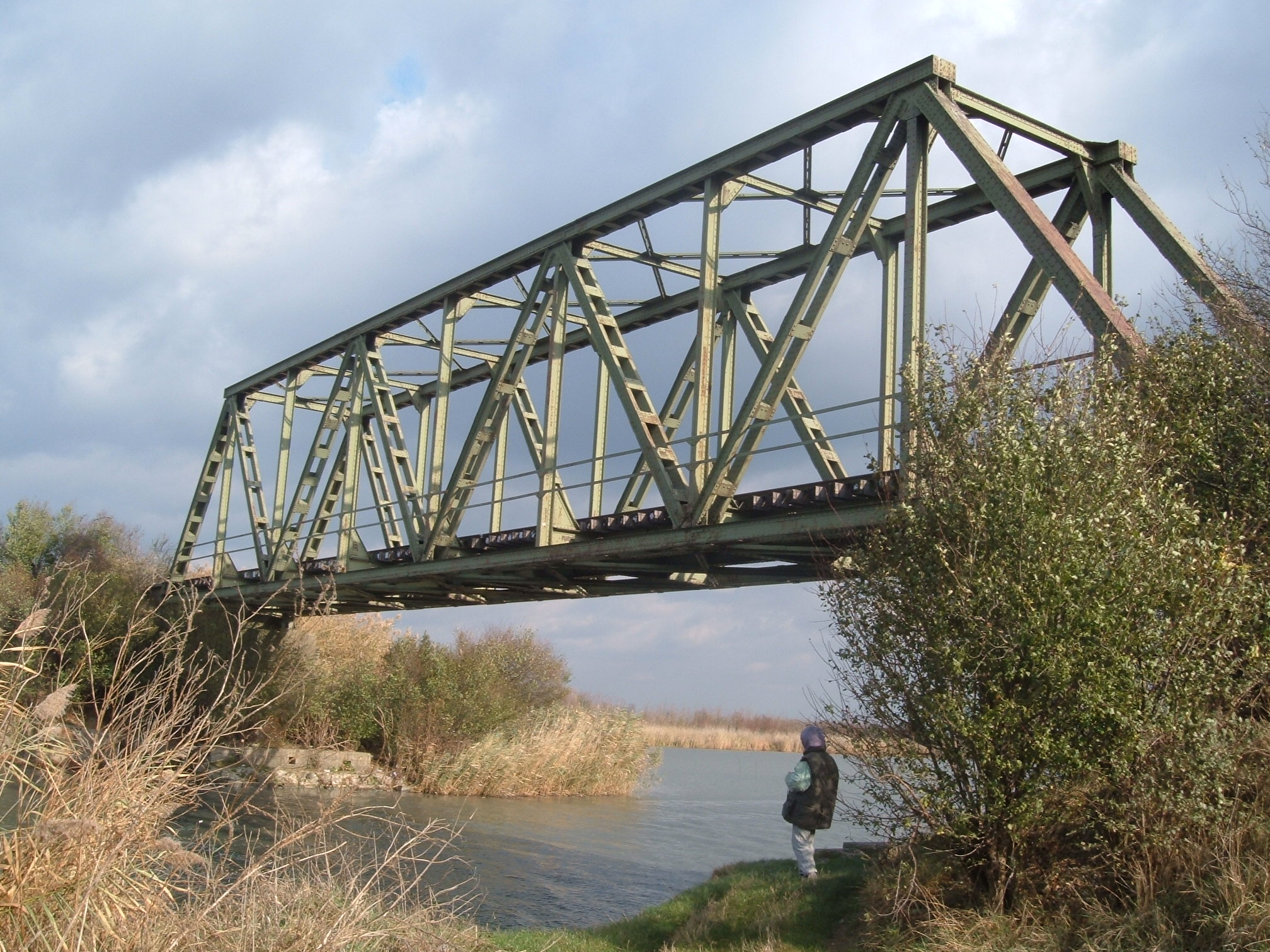
Alte Eisenbahnbrücke nahe Nadalj (Gem. Srbobran)